# الدين في السعودية
الإسلام هو دين الدولة الرسمي في المملكة العربية السعودية ويعتبر جميع أفراد الشعب السعودي مسلمين، ولا يوجد قانون في السعودية يحمي حرية الاعتقاد. واجهت السعودية ضغوطات دولية في أسلوب تطبيق الشريعة الإسلامية وحقوق الإنسان.

## الجماعات الدينية
الإسلام في السعودية يتبع أهل السنة والجماعة بمذاهبهم الفقهية الأربعة الحنفي والمالكي والشافعي والحنبلي ، وأكثر السعوديين حنابلة كما تتبنى الحكومة السعودية المذهب الإسلامي الحنبلي بشكل رسمي. ووفقاً للإحصاءات غير الرسمية 94٪ من السعوديين هم من السنة و 6٪ من الشيعة.
يوجد حوالي 30% من السكان هم من العمالة الأجانب، وغالبيتهم مسلمون.
يوجد في السعودية اثنتان من أقدس مدن الإسلام وهما مكة المكرمة والمدينة المنورة ولا يسمح قانونياً لغير المسلمين بالدخول لمكة (على الرغم من أن عددا قليلا من الغربيين تمكنوا من دخولهما عبر التاريخ متنكرين بزي المسلمين).

### المسيحية
يوجد حوالي 1.5 مليون مسيحي في السعودية وجميعهم من المقيمين الأجانب.

### الهندوسية
يوجد في السعودية حوالي 1.5 مليون من الجنسية الهندية غالبيتهم من المسلمين، مع أقلية هندوسية.

## حرية الاعتقاد
| الدين في السعودية       | الدين في السعودية | الدين في السعودية | الدين في السعودية |
| ----------------------- | ----------------- | ----------------- | ----------------- |
| الإسلام                 | 93%               | السنة             | 85-90%            |
| الإسلام                 | 93%               | الشيعة            | 10-15%            |
| المسيحية                | 4.4%              | 4.4%              | 4.4%              |
| الهندوسية               | 1.1%              | 1.1%              | 1.1%              |
| اللادينية               | 0.7%              | 0.7%              | 0.7%              |
| أخرى                    | 0.7%              | 0.7%              | 0.7%              |
| البوذية                 | 0.3%              | 0.3%              | 0.3%              |
| مركز بيو للأبحاث (2010) |                   |                   |                   |

لا تسمح السعودية لغير المسلمين بممارسة شعائرهم علانية أو ببناء معابد للديانات الأخرى، ويمنع الدعوة لدين آخر غير الإسلام، ويحرم في الدين الإسلامي التحول إلى دين آخر. هناك حرية محدودة للسعوديين من أبناء الطائفة الشيعية من الشيعة الإثني عشرية والذين يتمركزون في مدينة القطيف وقراها وفي منطقة الأحساء شرق السعودية، حيث يسمح لهم ببناء مساجد خاصة بهم يرفع فيها الأذان المعروف في المذهب الشيعي الإثني عشري. وكذلك لديهم مجالس عبادة يطلقون عليها اسم الحسينيات يمارسون فيها الصلاة وطقوس العزاء والقراءة الحسينية وكذلك الطقوس الاجتماعية العامة مثل مجالس العزاء للوفيات الخاصة ومجالس التبريك للمتزوجين.